# Konrad Jażdżewski
Konrad Jażdżewski (23 listopada 1908 w Kluczborku, zm. 21 kwietnia 1985 w Łodzi) – polski archeolog, profesor archeologii na Uniwersytecie Łódzkim. W latach 1956–1979 dyrektor Muzeum Archeologicznego i Etnograficznego w Łodzi.

## Życiorys
Urodził się w rodzinie mieszczańskiej o polskich tradycjach patriotycznych. Ze względu na charakter pracy ojca uczęszczał kolejno do szkół gimnazjalnych (od 1915–1926) w Chociebużu, w Berlinie, Kluczborku, Trzemesznie, Poznaniu, Grudziądzu i Gnieźnie. Maturę zdał w roku 1926 w Państwowym Gimnazjum im. Bolesława Chrobrego w Gnieźnie i tegoż roku zapisał się na Uniwersytet Poznański. Studia kontynuował na wydziale prehistorii pod kierunkiem profesora Józefa Kostrzewskiego.
Pracę doktorską Kultura pucharów lejkowatych w Polsce środkowej i zachodniej pod kierunkiem profesora Józefa Kostrzewskiego obronił w roku 1936 na Uniwersytecie Poznańskim. 20 kwietnia 1939 uzyskał habilitację jako docent prehistorii Polski na Wydziale Humanistycznym Uniwersytetu Poznańskiego (temat rozprawy: Prezentacji wyników badań w Brześciu Kujawskim). Był m.in. współpracownikiem poznańskiej szkoły archeologicznej kierowanej przez profesora Józefa Kostrzewskiego oraz kierownikiem kolejnych misji archeologicznych w Brześciu Kujawskim i Dobrem, gdzie badał neolityczne osady i cmentarzyska najstarszych społeczeństw rolniczo-hodowlanych sprzed 6 tys. lat, oraz w Wietrzychowicach, gdzie eksplorowano grobowce megalityczne.
W przededniu wybuchu II wojny światowej otrzymał propozycję objęcia kierownictwa Katedry Prehistorii na Uniwersytecie Stefana Batorego w Wilnie, jednak przeszkodziła w tym wojna. W jej trakcie był dyrektorem Państwowego Muzeum Archeologicznego w Warszawie oraz członkiem konspiracyjnego komunistycznego Komitetu Słowiańskiego, dla którego opracował Atlas do pradziejów Słowian wydany drukiem w 1949 roku. Po wojnie zaangażował się we wspierany przez Związek Radziecki ruch nowosłowiański, został członkiem zespołu redakcyjnego Kalendarza Słowiańskiego, którego współpracownikami byli m.in. Władysław Kołodziej, prof. Tadeusz Banachiewicz, dr Emil Konar-Jelinek i Drzewid Wrócisław Kołmirski. Był związany z nowo powstałą Katedrą Archeologii na Uniwersytecie Łódzkim. 1 kwietnia 1945 r. został kierownikiem Zakładu Prehistorii, a następnie Katedry Archeologii Uniwersytetu Łódzkiego. Konrad Jażdżewski kierował katedrą do roku 1971, kiedy to został zmuszony ograniczyć się do funkcji dyrektora Muzeum Archeologicznego i Etnograficznego w Łodzi (wcześniej noszącego nazwę Miejskiego Muzeum Prehistorycznego), którego był także twórcą. Jako jeden z oponentów władz komunistycznych został zmuszony do odejścia z kierowanej przez niego katedry archeologii w roku 1971, a następnie został usunięty z Uniwersytetu Łódzkiego. W roku 1979 przeszedł na emeryturę.
M.in. twórca pojęcia gminoruchów na opisanie i wyjaśnienie genezy częściowego wyludnienia ziem polskich w okresie wędrówki ludów.
W 1983 r. został członkiem korespondentem PAN. W roku 1985 władze Uniwersytetu Łódzkiego nadały mu tytuł doktora honoris causa. Obecnie przy Muzeum Archeologicznym i Etnograficznym w Łodzi działa Fundacja im. prof. Konrada Jażdżewskiego. Do uczniów profesora należą m.in. Aleksander Gardawski, Waldemar Chmielewski, Jerzy Kmieciński, Andrzej Nadolski oraz Andrzej Abramowicz.
Jest jednym z honorowych obywateli miasta Praszka.
W 1957 został laureatem Nagrody Miasta Łodzi w zakresie nauk humanistyczno-społecznych za wybitne osiągnięcia w dziedzinie archeologii.
W 2008 roku w Muzeum Archeologicznym i Etnograficznym w Łodzi odsłonięto tablicę pamiątkową: "Profesorowi / Konradowi Jażdżewskiemu / i jego najbliższemu / współpracownikowi / Stanisławowi Madajskiemu / zasłużonym dla polskiej / archeologii a szczególnie / Muzeum Archeologicznego / i Etnograficznego w Łodzi / w setną rocznicę / ich urodzin / Łódź, październik – listopad 2008 roku".
Profesor miał pięcioro dzieci (trzy córki i dwóch synów). Jego syn, Krzysztof, jest biologiem polarnym, emerytowanym profesorem nauk biologicznych na Uniwersytecie Łódzkim.